# Nordnorska mästerskapet i fotboll
Nordnorska mästerskapet i fotboll (norska: Nord-Norgesmesterskapet i fotball) var en årlig klubblagsturnering i fotboll, som spelades i norra Norge. Turneringen sparkade igång 1929, som ett svar på att nordnorska klubbar på grund av långa avstånd då inte tilläts delta i norska mästerskapet, vilket de inte fick förrän 1963. Därefter tappade turneringen alltmer i betydelse, och sista turneringen spelades 1969.

## Segrare
| - 1929: Narvik/Nor - 1930: Glimt - 1931: Tor (Tromsø IL) - 1932: Harstad IL - 1933: Glimt - 1934: Glimt - 1935: FK Mjølner - 1936: IF Fløya - 1937: Narvik/Nor - 1938: Harstad IL - 1939: Glimt - 1940-1945: Inställt på grund av andra världskriget - 1946: FK Mjølner - 1947: FK Mjølner - 1948: FK Mjølner - 1949: Tromsø IL - 1950: Narvik/Nor - 1951: FK Mjølner |  | - 1952: FK Bodø/Glimt - 1953: Harstad IL - 1954: Harstad IL - 1955: Harstad IL - 1956: Tromsø IL - 1957: Harstad IL - 1958: Harstad IL - 1959: Narvik/Nor - 1960: FK Mjølner - 1961: FK Mjølner - 1962: Harstad IL - 1963: FK Bodø/Glimt - 1964: FK Bodø/Glimt - 1965: FK Mjølner - 1966: FK Mjølner - 1967: FK Bodø/Glimt - 1968: Harstad IL - 1969: FK Bodø/Glimt |

## Antal mästerskap
- 9: FK Mjølner
- 9: FK Bodø/Glimt
- 9: Harstad IL
- 4: Narvik/Nor
- 3: Tromsø IL
- 1: IF Fløya

### Fotnoter
1. ↑  ”Northern Norway cup finals (1929-1969)” (på engelska). RSSF. http://www.rsssf.no/stats/NNCupFinals.html. Läst 31 oktober 2013.